# 가덕도신공항
가덕도신공항 (加德島新空港)은 대한민국 부산광역시의 가덕도에 건설 중인 국제공항이다. 완공되면 김해국제공항의 국제선 기능을 포함한 역할을 대체하게 된다. 또한 김해 공군기지의 기능도 대체할 수 있다.

## 역사
1992년, 부산시는 지역 내 신공항 필요성을 논의하는 도시 계획을 발표했다. 2002년, 중국국제항공 129편 추락 사고가 부산 김해국제공항 인근 돗대산에 추락하면서 산악 지역에서 떨어진 신공항 건설 논의가 가속화되었다.
신공항 계획은 노무현 정부(2003-2008) 시절, 한국 남부 지역의 유일한 국제공항인 김해국제공항의 증가하는 항공 교통량을 분산시키기 위해 시작되었다.
2012년, 이명박 정부는 해당 지역의 신공항 추진 계획을 철회했다. 당시 대통령 후보였던 박근혜는 신공항이 필수적이라고 말하며 이 결정에 반대했다. 박근혜 정부 시절에는 대신 김해국제공항 확장으로 노력이 집중되었다.
2014년, 정부 위탁 보고서에 따르면 항공편 증가가 지속되면서 영남 지방에 새로운 공항이 필요하다고 명시되었다. 2013년 김해국제공항은 960만 명의 방문객을 유치했으며 2023년에는 포화 상태에 이를 것으로 예상되었다. 부산과 대구광역시 등 도시들 사이에 신공항 위치에 대한 논쟁이 시작되었다.
2017년 대한민국 대통령 선거에서 문재인 대통령 후보는 가덕도에 신공항을 건설하겠다고 약속했다.
2021년 부산시장 보궐선거에서 집권당인 더불어민주당과 야당인 국민의힘은 모두 공항 개발을 신속히 추진하는 데 동의했다.
2022년 4월, 문재인 대통령은 신국제공항 개발 속도 향상의 중요성을 강조했고, 신공항 계획이 발표되었다. 이 계획에는 한국 최초의 부유식 공항 건설이 포함되었으며, 가덕도 연안의 육지와 해상에 위치하며 2035년 개항이 제안되었다. 건설 비용은 13조 7천억 대한민국 원 (미화 106억 4천만 달러) 이상으로 추산된다.
첫 번째 활주로의 개항은 이후 2029년으로 변경되었다. 이 신속한 추진은 부산이 2030년 세계 박람회 유치에 (이후 리야드에 패함) 도움이 되도록 하기 위함이었다. 두 번째 활주로는 2031년에 개항할 예정이다.

## 설계
공항에는 보잉 747-400F를 포함한 대형 화물기를 수용할 수 있도록 설계된 3,500-미터 (11,500 ft) 길이의 활주로가 포함된다. 한국 정부와 경상남도 정부는 3,500-미터 (11,500 ft) 길이의 활주로를 3,800-미터 (12,500 ft)로 연장하고 3,800-미터 (12,500 ft) 길이의 새로운 활주로를 만들 것이다. 공항은 범주 II 계기착륙장치로 설계되며, 범주 III로 업그레이드할 계획이다.
공항에는 10,718대의 차량을 위한 주차장과 58대의 항공기를 수용할 수 있는 주기장이 마련되며, 수용 능력은 209대로 확장될 것이다. 두 개의 유도로, 여섯 개의 고속탈출유도로, 네 개의 직각유도로가 있을 것이다.
공항은 승객을 울산, 해운대, 여수로 연결하는 페리 터미널을 운영할 것이다. 추가로 16.53km의 철도가 건설될 수 있으며, 이는 부전선 및 경부선 철도 노선을 통해 접근할 수 있다. 공항은 또한 향후 EMU-320 여객 열차를 이용할 수 있다. 공항을 기존 고속도로와 연결하기 위해 추가로 9.8km의 도로도 건설될 것이다.

### 명칭
공항의 이름은 아직 공식적으로 결정되지 않았다. "이순신 국제공항"으로 명명될 것이 제안되었다. 만약 채택된다면, 대한민국에서 역사적 인물의 이름을 딴 최초의 공항이 될 것이다.